# Tchads regioner
Tchad er inddelt i 22 regioner. Fra landet blev uafhængigt i 1960 frem til 1999 var det inddelt i 14 præfekturer. Disse blev i 1999 erstattet af 28 Tchads departementer. Landet blev så i 2002 reorganiseret til dagens inddeling på 18 regioner. Siden februar 2008 er Tchad inddelt i 22 regioner.
Hver af regionerne er inddelt i to til seks departementer, bortset fra N'Djamena, som er inddelt i 10 arrondissementer.

## Nuværende regioner
| Nr | Region            | Hovedby      | Departementer                                                 |
| -- | ----------------- | ------------ | ------------------------------------------------------------- |
| 1  | Barh El Gazel     | Moussoro     | Barh El Gazel Nord, Barh El Gazel Sud                         |
| 2  | Batha             | Ati          | Batha Est, Batha Ouest, Fitri                                 |
| 3  | Borkou            | Faya-Largeau | Borkou, Borkou Yala                                           |
| 4  | Chari-Baguirmi    | Massenya     | Baguirmi, Chari, Loug Chari                                   |
| 5  | Ennedi            | Fada         | Ennedi, Wadi Hawar                                            |
| 6  | Guéra             | Mongo        | Barh Signaka, Guéra, Abtouyour, Mangalmé                      |
| 7  | Hadjer-Lamis      | Massakory    | Dababa, Dagana, Haraze Al Biar                                |
| 8  | Kanem             | Mao          | Nord Kanem, Kanem, Wadi Bissam                                |
| 9  | Lac               | Bol          | Mamdi, Wayi                                                   |
| 10 | Logone Occidental | Moundou      | Dodjé, Lac Wey, Ngourkosso, Guéni                             |
| 11 | Logone Oriental   | Doba         | Nya Pendé, Pendé, Monts de Lam, Nya, Kouh-Est, Kouh-Ouest (1) |
| 13 | Mandoul           | Koumra       | Barh Sara, Mandoul Occidental, Mandoul Oriental               |
| 13 | Mayo-Kebbi Est    | Bongor       | Mayo-Boneye, Kabbia, Mont d'Illi (1), Mayo-Lémié (1)          |
| 14 | Mayo-Kebbi Ouest  | Pala         | Lac Léré, Mayo-Dallah                                         |
| 15 | Moyen-Chari       | Sarh         | Barh Köh, Grande Sido, Lac Iro                                |
| 17 | Ouaddaï           | Abéché       | Abdi, Assoungha, Ouara                                        |
| 17 | Salamat           | Am Timan     | Aboudeïa, Barh Azoum, Haraze Mangueigne                       |
| 18 | Sila              | Goz Beïda    | Kimiti, Djourouf Al Ahmar                                     |
| 19 | Tandjilé          | Laï          | Tandjilé Est, Tandjilé Ouest                                  |
| 20 | Wadi Fira         | Biltine      | Biltine, Dar Tama, Kobé                                       |
| 21 | Tibesti           | Bardaï       | Tibesti Est, Tibesti Ouest                                    |
| 22 | N'Djamena         | N'Djamena    | 10 arrondissementer                                           |

(1) Oprettet i 2004.